# Solo (película de 2018)
Solo es una película dramática y de aventuras española de 2018 dirigida por Hugo Stuven Casasnovas y protagonizada por Alain Hernández, Leticia Etala, Aura Garrido y Ben Temple. Relata la historia real del surfista Álvaro Vizcaíno, quien permaneció dos días solo y al borde de la muerte en un acantilado de Fuerteventura tras caer sobre una roca.

## Sinopsis
Álvaro Vizcaíno sufre un terrible accidente al caer sobre una roca en un acantilado mientras buscaba la ola perfecta en Fuerteventura, quedando atrapado en el mar con múltiples heridas y la cadera fracturada. Mediante flashbacks, la película muestra acontecimientos pasados y futuros en la vida de Álvaro, cuya experiencia se convirtió en un renacer.

## Reparto
- Alain Hernández es Álvaro Vizcaíno.
- Aura Garrido es Ona.
- Ben Temple es Nelo.
- Leticia Etala es Yaiza.

## Recepción
La película ha recibido reseñas generalmente favorables de parte de la crítica especializada. Javier Ocaña del El País afirmó: "Impone un notable ejercicio de puesta en escena... con unos espectaculares minutos iniciales, el director demuestra pulso y estilo". Andrea Bermejo del portal Cinemanía también se mostró entusiasta, afirmando: "Al director no le tiembla el pulso a la hora de rodar la espectacular caída de Vizcaíno". Oti Rodríguez del Diario ABC alabó "sus complicadas resoluciones técnicas" y "lo extremo de su planificación visual", pero aseguró que "en ocasiones, la trama puede resultar sobrecargada".